# Pattinaggio di velocità ai VI Giochi olimpici invernali - 1500 m maschile
La competizione dei 1500 m maschili di pattinaggio di velocità dei VI Giochi olimpici invernali si è svolta il giorno 18 febbraio 1952  sulla pista del Bislett Stadion a Oslo. 

## Risultati
| Pos.    | Atleta                | Nazione       | Tempo  |
| ------- | --------------------- | ------------- | ------ |
| Oro     | Hjalmar Andersen      | Norvegia      | 2'20"4 |
| Argento | Willem van der Voort  | Paesi Bassi   | 2'20"6 |
| Bronzo  | Roald Aas             | Norvegia      | 2'21"6 |
| 4       | Carl-Erik Asplund     | Svezia        | 2'22"6 |
| 5       | Kees Broekman         | Paesi Bassi   | 2'22"8 |
| 6       | Lauri Parkkinen       | Finlandia     | 2'23"0 |
| 7       | Kauko Salomaa         | Finlandia     | 2'23"3 |
| 8       | Sigvard Ericsson      | Svezia        | 2'23"4 |
| 8       | Ivar Martinsen        | Norvegia      | 2'23"4 |
| 10      | Ferenc Lőrincz        | Ungheria      | 2'23"7 |
| 11      | Tsuneo Sato           | Giappone      | 2'23"9 |
| 12      | Gerardus Maarse       | Paesi Bassi   | 2'24"3 |
| 12      | John Werket           | Stati Uniti   | 2'24"3 |
| 14      | Norman Holwell        | Gran Bretagna | 2'24"5 |
| 15      | Nicolai Stene         | Norvegia      | 2'24"8 |
| 16      | Craig MacKay          | Canada        | 2'25"0 |
| 17      | Kenneth Henry         | Stati Uniti   | 2'25"0 |
| 18      | Patrick McNamara      | Stati Uniti   | 2'25"5 |
| 19      | Gunnar Ström          | Svezia        | 2'25"8 |
| 20      | Franz Offenberger     | Austria       | 2'25"9 |
| 21      | József Merényi        | Ungheria      | 2'26"1 |
| 22      | Arthur Mannsbarth     | Austria       | 2'26"6 |
| 23      | Masanori Aoki         | Giappone      | 2'26"9 |
| 24      | Kalevi Laitinen       | Finlandia     | 2'27"1 |
| 25      | Toivo Salonen         | Finlandia     | 2'27"4 |
| 26      | Cornelis van der Elst | Paesi Bassi   | 2'27"6 |
| 26      | John Wickström        | Svezia        | 2'27"6 |
| 28      | Donald McDermott      | Stati Uniti   | 2'28"8 |
| 29      | Ralf Olin             | Canada        | 2'29"3 |
| 30      | Colin Hickey          | Australia     | 2'30"4 |
| 31      | Enrico Musolino       | Italia        | 2'30"7 |
| 32      | Guido Citterio        | Italia        | 2'30"8 |
| 33      | Sukenobu Kudo         | Giappone      | 2'31"6 |
| 34      | Kiyotaka Takabayashi  | Giappone      | 2'32"0 |
| 35      | William Anthony Jones | Gran Bretagna | 2'32"2 |
| 36      | Konrad Pecher         | Austria       | 2'34"8 |
| 37      | Robert Laboubée       | Belgio        | 2'36"4 |
| 38      | John Hearn            | Gran Bretagna | 2'40"1 |
| 39      | Jean Massez           | Belgio        | 2'43"8 |